# Henning Grove
Henning Kvist Gregersen Grove (* 7. April 1932 in Svoldrup; † 9. Mai 2014 in Skals, Viborg Kommune) war ein dänischer Politiker von Det Konservative Folkeparti, der zwischen 1977 und 2001 Mitglied des Folketing sowie von 1982 bis 1986 Fischereiminister in der Regierung von Ministerpräsident Poul Schlüter war.

## Leben
Grove, Sohn eines Landwirts, absolvierte nach der schulischen Ausbildung an der Grundschule in Havbro, der Realschule in Aars sowie des Rungsted-Gymnasium zwischen 1952 und 1958 ein Studium der Veterinärmedizin an der Königlichen Veterinär- und Landwirtschaftsuniversität KVL (Kongelige Veterinær- og Landbohøjskole). Nach Abschluss des Studiums und der ärztlichen Zulassung begann er 1960 eine Tätigkeit als Tierarzt in Skals.
Neben seiner beruflichen Tätigkeit engagierte er sich in der Kommunalpolitik und war zwischen 1966 und 1970 Mitglied des Gemeinderates (Sogneråd) von Låstrup-Skals Sogn sowie anschließend von 1970 bis 1978 Mitglied des Rates von Viborg Amt. Während dieser Zeit war er zwischen 1974 und 1978 Vorsitzender des Krankenhausausschusses und von 1976 bis 1982 auch Vorsitzender der Sparkasse von Skals. Daneben war er Mitglied in der Tierärztlichen Vereinigung im Viborg Amt, deren Vorsitzender er zwischen 1975 und 1977 war.
Nachdem er bei den Wahlen vom 4. Dezember 1973 für Det Konservative Folkeparti erstmals ohne Erfolg für ein Mandat im Folketing kandidiert hatte, wurde er bei den Wahlen vom 15. Februar 1977 zum Mitglied des Folketing gewählt und vertrat dort bis zum 20. November 2001 Viborg Amt. 1982 war er Mitglied des Finanzausschusses des Folketing.
Am 10. September 1982 wurde Grove von Ministerpräsident Poul Schlüter als Fischereiminister (Fiskeriminister) in dessen erste Regierung berufen und gehörte dieser bis zu seiner Ablösung durch Lars P. Gammelgaard am 12. März 1986 an.
Anschließend war er von 1987 bis 1991 Vorsitzender des Marktausschusses (Folketingets Markedsudvalg) sowie danach bis 1994 Vorsitzender des Rechtsausschusses (Folketingets Retsudvalg). Zugleich fungierte er zwischen 1989 und 1997 als Vize-Vorsitzender der Fraktion der Konservativen Volkspartei und war außerdem von 1989 bis 1992 Vorsitzender der Telefongesellschaft Jydsk Telefon A/S.
Als 2. Vizepräsident des Folketing war Grove zwischen 1993 und 2001 Stellvertreter der damaligen Folketingpräsidenten Henning Rasmussen, Erling Olsen sowie zuletzt Ivar Hansen. Er verzichtete nach 24-jähriger Parlamentszugehörigkeit auf eine erneute Kandidatur bei der Folketingswahl am 20. November 2001.
Grove, der seit 1994 wieder Mitglied des Rates sowie des Wirtschaftsausschusses von Viborg Amt war, wurde für seine Verdienste 1997 zum Kommandeur 1. Klasse des Dannebrogordens ernannt. Darüber hinaus wurde ihm der Falkenorden von Island sowie der Orden des Löwen von Finnland verliehen.